# Justin Ayassou
Justin Ayassou (ur. 28 września 1970) – togijjski lekkoatleta, sprinter.
Podczas igrzysk olimpijskich w Atlancie (1996) biegł na trzeciej zmianie togijskiej sztafety 4 × 100 metrów, która z wynikiem 39,56 zajęła 17. miejsce w eliminacjach i nie awansowała do półfinałów.
Na halowych mistrzostwach świata w Maebashi (1999) odpadł w eliminacjach na 60 metrów z wynikiem 6,82.

## Rekordy życiowe
- Bieg na 100 metrów – 10,54 (1998)
- Bieg na 50 metrów (hala) – 5,87 (1999) rekord Togo[2]
- Bieg na 60 metrów (hala) – 6,74 (1999) rekord Togo